# Une histoire d'amour et de ténèbres
Pour les articles homonymes, voir Une histoire d'amour et de ténèbres (film).
Une histoire d'amour et de ténèbres (Siypwr ʿal ʾahabah wh̦wšek en version originale) est un roman autobiographique écrit en hébreu par Amos Oz et publié pour la première fois en 2002.
Il raconte l'enfance de l'auteur en territoire Palestinien, ainsi que la création d'Israël et la réception de cette création par les habitants alentours.
La traduction française de ce livre paraît en France en 2004,.
Il a été adapté au cinéma par Natalie Portman.